# Цветан Филипов
Цветан Филипов е български футболист, роден на 28 август 1988 година в Бургас. Играч на Нефтохимик (Бургас).

## Кариера
През сезон 2005/2006 Филипов играе в Б група 15 мача (978 минути) за Поморие, без да отбележи гол. След това прекарва три сезона във вече несъществуващият тим на Нафтекс (Бургас). През сезон 2006/2007 взима участие в 15 срещи (635 минути), без гол. Година по-късно играе в 19 срещи на бургазлии (946 игрови минути), като се разписва във вратата на Хасково. През сезон 2008/2009 взима участие в 11 срещи (911 минути), без да се разпише в противниковите врати.
След заличаването на тимът от Бургас Филипов преминава в Черноморец (Поморие). През първия си сезон взима участие в 29 срещи (2235 минути), като отбелязва 9 попадения. През есента на сезон 2010/2011 халфът е капитан на Черноморец (Поморие). Играе в 17 срещи (1377 минути), като бележи две попадения.